# 2-я Сараевская лёгкая пехотная бригада
2-я Сараевская лёгкая пехотная бригада (серб. Друга сарајевска лака пјешадијска бригада) — бригада Войска Республики Сербской, воевавшая в составе Сараевско-Романийского корпуса. В зону действия бригады входили восточные территории общины Српска-Илиджа. Штаб бригады располагался в селе Войковичи.

## История
Бригада образована 14 мая 1992 года на основе 120-й лёгкой пехотной бригады ЮНА из Зеницы, которая перебралась в село Войковичи и была пополнена численным составом, получив имя Войковичской бригады. Личный состав бригады формировался из жителей общины Источна-Илиджа, а именно селений Войковичи, Грлица и Крупац. Бригада занималась обороной общины Источна-Илиджа, а именно контролем линии Соколович-Колония — Храсница. Бригада воевала до конца Боснийской войны.
4 августа 1992 года подразделения АРБиГ совершили нападение со стороны Храсницы на восточную часть общины, атаковав Войковичи, Грлицу и Крупац. 2-я Сараевская бригада поспешила на помощь и приняла бой, в ходе которого погибло 7 сербских солдат и 14 было ранено, но наступление мусульманских войск было сорвано. Ежегодно в этот день в Источна-Илидже проводятся памятные мероприятия под лозунгом «4 августа — Не забывай», на которых отдаётся дань уважения павшим солдатам бригады.